# Mimomyia milloti
Mimomyia milloti är en tvåvingeart som beskrevs av Alexis Grjebine 1985. Mimomyia milloti ingår i släktet Mimomyia och familjen stickmyggor.
Artens utbredningsområde är Madagaskar. Inga underarter finns listade i Catalogue of Life.